# Доње Баре
Доње Баре је језеро на планини Зеленгори у Републици Српској, БиХ Од Тјентишта је удаљено око 20 км. Језеро је дугачко око 200 м, широко око 140 м, док је највећа дубина око 4 м. Налази се на надморској висини од 1.475 м. Окружено је планинским врховима: Ардов (1.723 м), Планиница (1874 м) и Мала Сиљевица (1720 м). На језеру је и Јосип Броз Тито имао вилу, која је данас пропала. У близини се налази и језеро Горње Баре.

## Екосистем
У језеру не обитава аутохтона риба, већ се порибљава калифорнијском пастрмком.